# Rete tranviaria di Olomouc
La rete tranviaria di Olomouc è la rete tranviaria che serve la città ceca di Olomouc, composta da cinque linee.